# العلاقات الإيرانية الكورية الجنوبية
العلاقات الإيرانية الكورية الجنوبية هي العلاقات الثنائية التي تجمع بين إيران وكوريا الجنوبية.

## مقارنة بين البلدين
هذه مقارنة عامة ومرجعية للدولتين:
| وجه المقارنة                                              | إيران                    | كوريا الجنوبية                                                          |
| --------------------------------------------------------- | ------------------------ | ----------------------------------------------------------------------- |
| المساحة (كم2)                                             | 1.65 مليون               | 100.30 ألف                                                              |
| عدد السكان (نسمة)                                         | 79.97 مليون              | 51.47 مليون                                                             |
| الكثافة السكانية (ن./كم²)                                 | 48.47                    | 513.16                                                                  |
| العاصمة                                                   | طهران                    | سول                                                                     |
| اللغة الرسمية                                             | لغة فارسية               | اللغة الكورية                                                           |
| العملة                                                    | ريال إيراني              | وون كوري جنوبي                                                          |
| الناتج المحلي الإجمالي (بليون دولار)                      | 439.51 مليار             | 1.53 تريليون                                                            |
| الناتج المحلي الإجمالي (تعادل القوة الشرائية) بليون دولار | 1.36 تريليون             | 1.75 تريليون                                                            |
| الناتج المحلي الإجمالي الاسمي للفرد دولار أمريكي          |                          | 27.22 ألف                                                               |
| الناتج المحلي الإجمالي للفرد دولار أمريكي                 |                          |                                                                         |
| مؤشر التنمية البشرية                                      | 0.766                    | 0.901                                                                   |
| رمز المكالمات الدولي                                      | +98                      | +82                                                                     |
| رمز الإنترنت                                              | .ir،                     | .kr                                                                     |
| المنطقة الزمنية                                           | ت ع م+03:30، توقيت إيران | توقيت كوريا الجنوبية، ت ع م+09:00، آسيا/سيول ‏، ت ع م+08:00، ت ع م+08:30 |

## مدن متوأمة
في ما يلي قائمة باتفاقيات التوأمة بين مدن إيرانية وكورية جنوبية:
- ترتبط طهران مع سول باتفاقية توأمة منذ 26 مايو 1972.

## منظمات دولية مشتركة
يشترك البلدان في عضوية مجموعة من المنظمات الدولية، منها:
| علم المنظمة | اسم المنظمة                                                | تاريخ انضمام إيران | تاريخ انضمام كوريا الجنوبية |
| ----------- | ---------------------------------------------------------- | ------------------ | --------------------------- |
|             | مؤسسة التمويل الدولية                                      | 28 ديسمبر 1956     | 16 مارس 1964                |
|             | منظمة حظر الأسلحة الكيميائية                               | ?                  | ?                           |
|             | يونسكو                                                     | 6 سبتمبر 1948      | 14 يونيو 1950               |
|             | الأمم المتحدة                                              | 24 أكتوبر 1945     | 17 سبتمبر 1991              |
|             | المنظمة الهيدروغرافية الدولية                              | ?                  | ?                           |
|             | منظمة الشرطة الجنائية الدولية                              | ?                  | ?                           |
|             | البنك الدولي للإنشاء والتعمير                              | 29 ديسمبر 1945     | 26 أغسطس 1955               |
|             | العملية المشتركة للاتحاد الأفريقي والأمم المتحدة في دارفور | ?                  | ?                           |
|             | الاتحاد البريدي العالمي                                    | ?                  | ?                           |
|             | مؤسسة التنمية الدولية                                      | 10 أكتوبر 1960     | 18 مايو 1961                |
|             | الفريق المعني برصد الأرض                                   | ?                  | ?                           |
|             | وكالة ضمان الاستثمار متعدد الأطراف                         | 15 ديسمبر 2003     | 12 أبريل 1988               |

## وصلات خارجية
- موقع وزارة الخارجية الإيرانية
- موقع وزارة الخارجية الكورية الجنوبية